# Мара Кнежевић
Мара Кнежевић (Станишић, 1. мај 1949) је ванредни професор на Педагошком факултету у Сомбору.
Објавила је 2022. године књигу РУСИ НАС НИКАДА НЕЋЕ ЗАБОРАВИТИ (Десетогодишњи рад Друштва српско-руског пријатељства у Сомбору.
Монографију СРПСКИ ПЕСНИК МИТА ПОПОВИЋ У СВЕТЛОСТИ 19. ВЕКА (ЦЕЛОКУПНА ДЕЛА) објавила је 2022.
Награду "Златно перо Раванграда"добила је поводом Дана словенске писмености 2011. у Сомбору.

## Биографија
Рођена је у Станишићу 1. маја 1949. од оца Стојана и мајке Ружица Бербер, где је са одличним успехом завршила основну школу. Гимназију је похађала у Сомбору и завршила је такође са одличним успехом.
Дипломирала је на Вишој педагошкој школи у Београду, а потом на Филолошком факултету у Београду, на групи Српскохрватски језик и југословенска књижевност. Била је стипендиста Фонда „Лаза Костић“ Општине Сомбор.
Радила је као наставник и руководилац у основној и средњој школи у Сомбору.
Добила је Републичку награду Златно слово за постигнуте резултате у области образовања (1990), а као успешан просветни радник награђена је Новембарском наградом Скупштине општине Сомбор (1999), Републичком Златном плакетом (1999) и Републичком плакетом (2009). Културни центар "Лаза Костић" и Удружење грађана "Раванградско пролеће" доделило јој је 24. маја 2021. године награду Златно перо Раванграда.
Била је главни и одговорни уредник средњошколског листа „Стил“, који се бавио стручном проблематиком и културним активностима ученика. У књизи „Успешан директор школе“ проф. др Милана Ратковића, која је штампана у Београду 2000. године, представљена је као један од најуспешнијих руководилаца у образовању Републици Србији.

## Научни рад
За самосталног стручног сарадника на Учитељском факултету у Сомбору за предмете Књижевност и Методика наставе српског језика и књижевности изабрана је 1995. године.
Магистарски рад на тему Књижевни рад Мите Поповића одбранила је на Филолошком факултету у Београду 1999, пред комисијом: проф. др Јован Деретић (ментор), проф. др Васо Милинчевић и проф. др Душан Иванић. Радила је као предавач на Вишој школи за образовање васпитача у Суботици на предметима Књижевност за децу и Култура говора.
Звање асистента на Учитељском факултету у Сомбору за предмете Књижевност и књижевност за децу и Методика наставе српског језика и књижевности добила је 2001. године.
Докторску дисертацију Књижевни рад Стевана В. Поповића одбранила је на Филолошком факултету у Београду 2005, пред комисијом: проф. др Душан Иванић (ментор), проф. др Слободан Ж. Марковић и проф. др Спасоје Граховац.
У звање доцента за област Књижевност са методиком изабрана је 2008. године на Педагошком факултету у Јагодини, Универзитета у Крагујевцу.
У звање научног сарадника за српски језик и књижевност, изабрана је од Министарства за науку и технолошки развој Републике Србије 2009. године.
У звање доцента на Педагошком факултету у Сомбору, Универзитета у Новом Саду, изабрана је 2010. године.
У звање ванредног професора изабрана је 2012 Педагошки факултет у Сомбору, Универзитета у Новом Саду.
Учествовала је на научним конференцијама у земљи и иностранству: на Филолошком факултету Универзитета Ломоносов у Москви, Руска Федерација,У Петрограду на Евроазијском форуму (Међурегионални институт економије и права, Источно-казахстански државни универзитет, Руско географско друштво, Петроградски академски универзитет), на Педагошком факултету у Самари, Руска Федерација, у Будимпешти, (у Текелијануму) промоција књиге о Стевану В: Поповићу и научни скупови о Текелији, на научним скуповима о даровитима у Вршцу, на научни скуповима у Јагодини, Сомбору, Новом Саду, Београду, Сокобањи, Нишу, Лозници, Шапцу, Испарти (Турска), Врњачкој Бањи, Ужицу, у Новом Месту (Словенија), на научним скуповима о Дечијој књижевности, на Филозофском факултету у Осијеку, на Вишој школи за васпитаче у Суботици, на Палама у Републици Српској, у Лепосавићу и Косовској Митровици, на Вуковом Сабору, у Шапцу, на научним скуповима Ћирилице у Новом Сади други. Учествовала је на Републичким и Покрајинским пројектима. Држала је онлајн предавања на Самарском државном универзитету у Руској Федерацији.
Објавила је преко 120 стручних радова, приказа, огледа, рецензија у зборницима и часописима Мађарској, Русији, Казахстану, Турској, Словенији, Хрватској, Републици Српској. Радове је објављивала у часописима: Норма, Луча, Педагошка стварност, Педагогија, Наука и традиција, Књижевна историја, Наука и традиција, Ћирилица, Српска вила, Школски час, Свет речи и др.
Објавила је 5 књига:
1. Књижевно дело Мите Поповића, Сомбор,2002.
2. .Стеван В. Поповић у српској култури, Сомбор,2006.
3. Збирке за децу Стевана В. Поповића, Сомбор, 2006.
4. Учитељ у настави српског језика и књижевности, Сомбор, 2014.
5. Прве српске збирке за децу Стевана В. Поповића, Сомбор, 2017.

Члан је Матице српске у Новом Саду,Друштва књижевника Војводине, Вукове задужбине у Београду, Удружења за заштиту ћирилице у Београду, Друштва руских књижевника у Руској Федерацији.
Педагошки покрет Србије доделио је Мари Кнежевић годишњу награду Васа Пелагић за врхунска остварења у образовању 2010. године. Руски културни центар у Београду наградио је на Дан Русије 2020. год. проф. др Мару Кнежевић ДИПЛОМОМ за учешће у обележавању 75. годишњице од Велике победе у Другом светском рату.